# Кадище (Волынская область)
Кадище (укр. Кадище) — село в Цуманской поселковой общине Луцкого района Волынской области Украины.
До 2020 года входило в Киверцовский район.
Код КОАТУУ — 0721855701. Население по переписи 2001 года составляет 465 человек. Почтовый индекс — 45234. Телефонный код — 3365. Занимает площадь 1,01 км².